# Дефосфорація
Дефосфорація (від де... і фосфор), знефосфорення — сукупність физико-хімічних процесів, сприяючих видаленню фосфору з металу (чавуну, сталі) по ходу плавки. Зазвичай досягається окисленням фосфору в п'ятиокис P2O5, яка переходить в шлак, де міцно зв'язується в тетракальцієвий фосфат 4CaO·P2O5.